# Warlords Battlecry III
Warlords Battlecry III est un jeu vidéo de stratégie en temps réel (STR) développé par Infinite Interactive et publié sur PC par Enlight Software le 19 mai 2004 aux États-Unis. Il est le troisième épisode de la série et fait suite à Warlords Battlecry et à Warlords Battlecry II publié respectivement en 1999 et 2002. Le jeu se déroule dans le monde médiéval-fantastique d'Etheria dans lequel le joueur dirige une des seize factions disponibles - les chevaliers, l'empire, les nains, les morts-vivants, les hauts-elfes, les elfes des bois, les elfes noirs, les barbares, les minotaures, les orcs, les extra-lucides, les démons, le fléau, l'essaim les nains ténébreux et les ssrathi- chacune disposant d’unités et de caractéristiques distinctes. Comme ses prédécesseurs, le jeu incorpore des éléments de jeu vidéo de rôle. Le joueur peut en effet créer des héros pouvant gagner de l’expérience et apprendre de puissants sorts. La campagne diffère de celle de son prédécesseur et se déroule comme dans un jeu de rôle : le joueur doit voyager à travers le monde à la poursuite d’un démon, chaque lieu visité pouvant donner lieu à des quêtes ou à des missions. Le jeu fut relativement bien reçu par les journalistes spécialisés qui mettent notamment en avant la qualité de la campagne et le grand nombre de races, de héros et d’unités disponibles. Les critiques regrettent néanmoins la faible qualité des graphismes en 2D et du support multijoueurs.

## Trame
Warlords Battlecry III se déroule dans le monde médiéval-fantastique d'Etheria déjà développé dans la série de jeu de stratégie au tour par tour Warlords et dans les deux premiers Warlords Battlecry. Celui-ci est le théâtre d'affrontement entre seize factions :  les chevaliers, l'empire, les nains, les morts-vivants, les hauts-elfes, les elfes des bois, les elfes noirs, les barbares, les minotaures, les orcs, les extra-lucides, les démons, le fléau, l'essaim les nains ténébreux et les ssrathi.

## Système de jeu
Le système de jeu de Warlords Battlecry III est similaire à celui de son prédécesseur qui s'inspirait de Warcraft II. Comme dans celui-ci, le joueur doit gérer ses ressources, développer sa base et créer une armée pour combattre ses adversaires. Le joueur peut choisir d'incarner le leader d'une des seize factions du jeu - les chevaliers, l'empire, les nains, les morts-vivants, les hauts-elfes, les elfes des bois, les elfes noirs, les barbares, les minotaures, les orcs, les extra-lucides, les démons, le fléau, l'essaim les nains ténébreux et les ssrathi - chacune disposant d’unités et de caractéristiques distinctes. Comme son prédécesseur, le jeu incorpore des éléments de jeu vidéo de rôle. Le joueur peut en effet créer des héros pouvant gagner de l’expérience au fur et à mesure des combats ou en accomplissant des quêtes. Comme dans Warlords Battlecry, quatre ressources sont disponibles dans le jeu :  l'or, la pierre, le métal, le cristal. Elles sont toutes représentées sur la carte par l'intermédiaire de bâtiments capables d'être convertis par le héros pour collecter les ressources. Ces mines peuvent être de différents niveaux qui déterminent la productivité de celles-ci.

### Économie
L'économie du jeu est basée sur le cristal, le métal, la pierre et l'or, certaines plus importantes que d'autres suivant la race utilisée (exemple : les elfes ont besoin surtout de cristal tandis que les humains auront surtout besoin d'or). Afin d'augmenter le rendement, le joueur doit convertir situer sur la carte à l'aide de son héros, de bâtiments de départ ou de certaines unités spéciales (exemple : phénix et Roi minotaure). Les joueurs peuvent convertir n'importe quel type de bâtiments sauf les bâtiments neutres qui ne sont pas des mines ou des ports ainsi que les murs, les palissades ou les tours. La conversion doit attendre un certain temps sans être attaquée variant suivant le type d'unité choisie pour convertir (les phénix convertissent rapidement mais qu'il faut que le bâtiment soit à proximité tandis que les bâtiments de départ convertissent sur de longues distances mais nécessitent un temps assez long). Les bâtiments convertis deviennent à vous mais il faut avoir si les bâtiments convertis ne sont pas de votre race alors vous ne pourrez rien en faire. Une fois les mines converties, les ressources augmenteront automatiquement. Vous aurez la possibilité de placer des ouvriers (les wisp non compris) dans les mines afin d'augmenter la vitesse de rendement. Chaque mine a une certaine quantité de ressource sur elle et produira des ressources tant qu'elle ne seront pas totalement épuisées. Vos ressources ne dépasseront pas une certaine somme qui augmentera suivant votre niveau technologique (maximum est 3 000 pour chaque ressource). Le joueur s'il ne possède plus d'unité capable de convertir et n'ayant pas les moyens de construire de nouveaux bâtiments de départ afin de convertir de nouvelle mine peut également les détruire avec ces guerriers afin d'extraire une certaine somme instantanément (la mine se reconstruira après un certain temps).

### Factions
Seize factions sont disponibles dans le jeu, chacune disposant d’unités et de caractéristiques distinctes. Les chevaliers disposent ainsi d'une cavalerie très puissante. Les démons possèdent un grand nombre d'unités aériennes ou flottantes. Les minotaures ont moins de types d'unités que les autres faction mais disposent de nombreuses améliorations. Les unités des barbares sont particulièrement rapides à produire et disposent de bonne améliorations mais possèdent une armure plus faible. Les morts-vivants sont forts mais lents et sont immunisés à la psychologie. Les orques produisent leurs unités plus rapidement et celles-ci sont très résistante mais elles ne disposent que de peu d'améliorations. Les nains ténébreux ont à leur disposition de puissantes armes de siège et les meilleurs bâtiments défensifs dans le jeu. Ils sont en revanche très lents. Les nains sont robustes et résistants aux dommages causés par les éléments. Ils sont lents et n'ont pas la cavalerie mais comme les nains ténébreux, ils disposent de très bonnes armes de siège et bâtiments défensifs. Les elfes des bois sont rapides mais peu résistants. Ils sont plus faibles en combat au corps à corps mais disposent de puissants mages et archers. Les hauts-elfes sont rapides et très efficaces au combat, notamment grâce à la meilleure cavalerie du jeu, mais sont plus faibles et moins endurant. Les elfes noirs ont les mêmes défauts mais possèdent des mages très puissant. Les extra-lucides disposent d'unités très rapide à produire et peu chère. L'empire est une faction polyvalente avec une bonne infanterie, de bon archers et une bonne cavalerie. Ils possèdent notamment trois généraux et peuvent embaucher des mercenaires appartenant aux autres factions. Les ssrathi (ou hommes serpents) ont à leur disposition de puissants dinosaures de combat. Le fléau dispose d'unités très rapides. L'essaim est une race d'insectes disposant d'un très grand nombre d'unités faibles. L'essaim peut notamment drainer les ressources de ses ennemis.

### Modes de jeu
Plusieurs modes de jeu sont disponibles dans Warlords Battlecry. La campagne diffère de celle de son prédécesseur et se déroule comme dans un jeu de rôle : le joueur doit voyager à travers le monde à la poursuite d’un démon, chaque lieu visité pouvant donner lieu à des quêtes ou à des missions. Le joueur peut également affronter l'intelligence artificielle du jeu ou jusqu'à six joueurs, le mode multijoueurs permettant de jouer en réseau local, par modem ou sur Internet. Dans ce mode de jeu, il est possible de jouer sur des cartes paramétrables prévues à cet effet ou générées aléatoirement et il est possible de définir différentes conditions de victoire,.

## Accueil
| Warlords Battlecry III |      |       |
| Média                  | Nat. | Notes |
| 1UP.com                | US   | B-    |
| Canard PC              | FR   | 50 %  |
| Computer Gaming World  | US   | 3.5/5 |
| GameSpot               | US   | 72 %  |
| GameSpy                | US   | 3/5   |
| Gen4                   | FR   | 65 %  |
| IGN                    | US   | 80 %  |
| Jeuxvideo.com          | FR   | 80 %  |
| Joystick               | FR   | 4/10  |
| PC Gamer UK            | GB   | 69 %  |